# Млодзікувко
Млодзікувко (пол. Młodzikówko) — село в Польщі, у гміні Кшикоси Сьредського повіту Великопольського воєводства.
Населення — 65 осіб (2011).
У 1975-1998 роках село належало до Познанського воєводства.

## Демографія
Демографічна структура станом на 31 березня 2011 року:
|          | Загалом | Допрацездатний вік | Працездатний вік | Постпрацездатний вік |
| -------- | ------- | ------------------ | ---------------- | -------------------- |
| Чоловіки | 34      | 7                  | 24               | 3                    |
| Жінки    | 31      | 11                 | 18               | 2                    |
| Разом    | 65      | 18                 | 42               | 5                    |